# Schienenverkehr in Ruanda
Der Schienenverkehr in Ruanda bestand aus lediglich drei werkseigenen Industriebahnen in Ruanda.

## Geschichte
Es handelte sich um im Güterverkehr betriebene Schmalspurbahnen in der Spurweite 600 mm. Personenverkehr fand auf der Eisenbahn in Ruanda nie statt. Diese Werksbahnen wurden zunächst betrieben von der
- Société Minière de Muhinga et de Kigali (SOMUKI) in den Bergwerken von Muhinga und Kigali seit 1924,
- Société des mines d’etain du Ruanda-Urundi (Minétain) im Bergwerk von Katumba seit 1928,
- Société des Mines de Rwanda (SOMIRWA) in der Zinn- Raffination von Karuruma seit 1982.

Bis 1988 waren alle drei Betriebe in der Régie d’Exploitation et de Développement des Mines (RÉDEMI) vereinigt, die nun auch die drei Bahnen betrieb. Durch den Bürgerkrieg in Ruanda in den folgenden 20 Jahren wurden auch die Bahnen schwer beschädigt. Es ist davon auszugehen, dass sie heute nicht mehr betrieben werden.

## Projekte
Sehr viel üppiger als der existierende Schienenverkehr sind die Projekte im Bereich der Eisenbahn, die auf Ruanda zielten und zielen:
- Bereits vor dem Ersten Weltkrieg – Ruanda war damals Teil von Deutsch-Ostafrika – war mit den Vorbereitungen zum Bau einer Bahnstrecke, abzweigend von der Tanganjikabahn nach Ruanda begonnen worden. Durch den Krieg wurde das Projekt aufgegeben. → Hauptartikel: Ruandabahn.
- 2008 wurde eine Machbarkeitsstudie für eine Eisenbahnstrecke von Isaka (Tansania) an der Bahnstrecke Tabora–Mwanza, die die Tanganjikabahn mit der ruandischen Hauptstadt Kigali verbinden würde, durchgeführt.
- Am 27. Oktober 2008 setzten die Staatspräsidenten von Kenia und Uganda, Mwai Kibaki und Yoweri Museveni eine gemeinsame ministerielle Kommission ein, die untersuchen soll, ob der Bau einer normalspurigen Eisenbahnverbindung vom Hafen Mombasa nach Uganda, Burundi, in die Demokratische Republik Kongo, den Sudan (heute: Südsudan) und eben auch Ruanda möglich ist.[1]